# Christian Friedrich Schmid

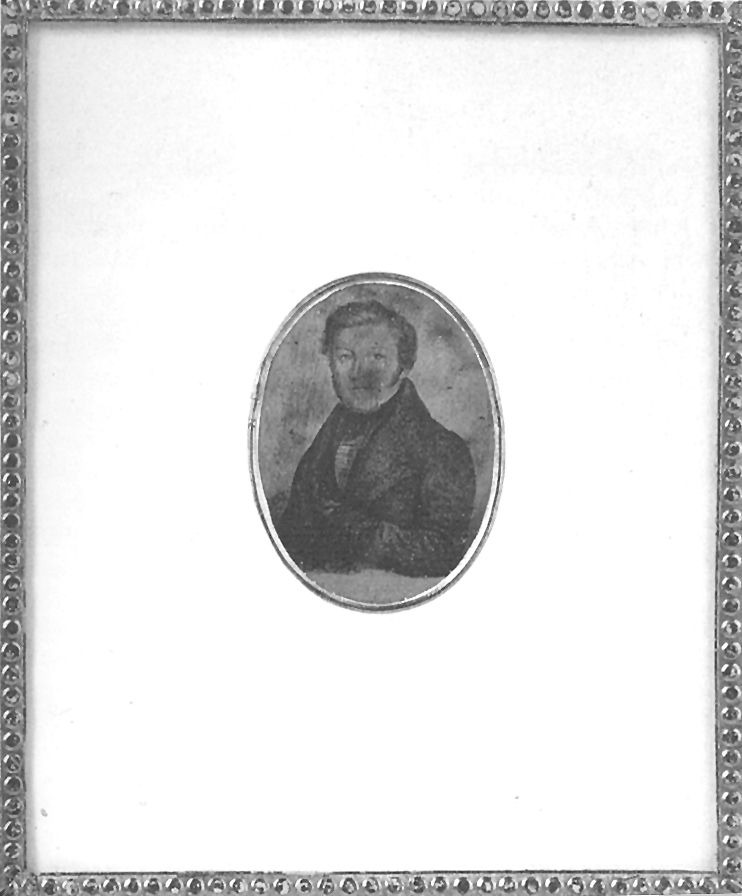
Christian Friedrich von Schmid (Lithographie von Jacob Kull nach einer Daguerreotypie)

Christian Friedrich Schmid, ab 1844 von Schmid (* 25. Mai 1794 in Bickelsberg; † 28. März 1852 in Tübingen), war ein deutscher evangelischer Geistlicher, Theologe und Hochschullehrer.

## Leben
Schmid war Sohn eines Pfarrers. Er besuchte die evangelischen Seminare in Denkendorf und Maulbronn. 1812 wechselte er an die Universität Tübingen sowie an das Tübinger Stift. Von 1817 bis November 1818 war er als Vikar in Kirchberg an der Murr tätig, anschließend wurde er Repetent am Tübinger Stift. Bereits ein Jahr später wurde ihm der Lehrauftrag für praktische Theologie am Predigerinstitut der Universität erteilt.
Schmid erhielt am 4. Mai 1821 die Ernennung zum außerordentlichen Professor der praktischen Theologie und Moral an der Tübinger Universität, am 5. November des Jahres zudem zum Prediger an der Tübinger Stiftskirche. Vom Oktober 1822 bis 1843 war ihm die Stelle als Geistlicher Rat beim ehegerichtlichen Senat des Schwarzwaldkreises übertragen. Am 6. September 1826 erhielt er eine ordentliche Professur an der Universität, in den Jahren 1843/44 und 1851/52 war er zudem ihr Rektor. Bereits 1835 konnte er eine wesentliche Erweiterung des Predigerinstituts durchsetzen.
Schmid war 1840 Mitglied der Kommission, die eine neue evangelische Liturgie für das Königreich Württemberg erarbeitete, 1841 wurde er zum Superattendanten und damit in die Leitung des Tübinger Stiftes gewählt und 1848 nahm er an den Verhandlungen zu einer neuen Kirchenverfassung teil. Er hatte daneben eine Vielzahl von Vorstands- und Verwaltungsposten in evangelischen Anstalten, Stiftungen und anderen Institutionen inne, so im Gustav-Adolfs-Verein oder bei der Lustnauer Sophienpflege.
Schmid verstarb an einem Herzleiden.

## Ehrungen
Im Jahr 1826 erhielt er von der Theologischen Fakultät der Universität Tübingen die Ehrendoktorwürde (Dr. theol. h.c.) verliehen. 1844 wurde Schmid das Ritterkreuz des Ordens der Württembergischen Krone verliehen. Dadurch erlangte er persönlichen Adel.

## Publikationen (Auswahl)

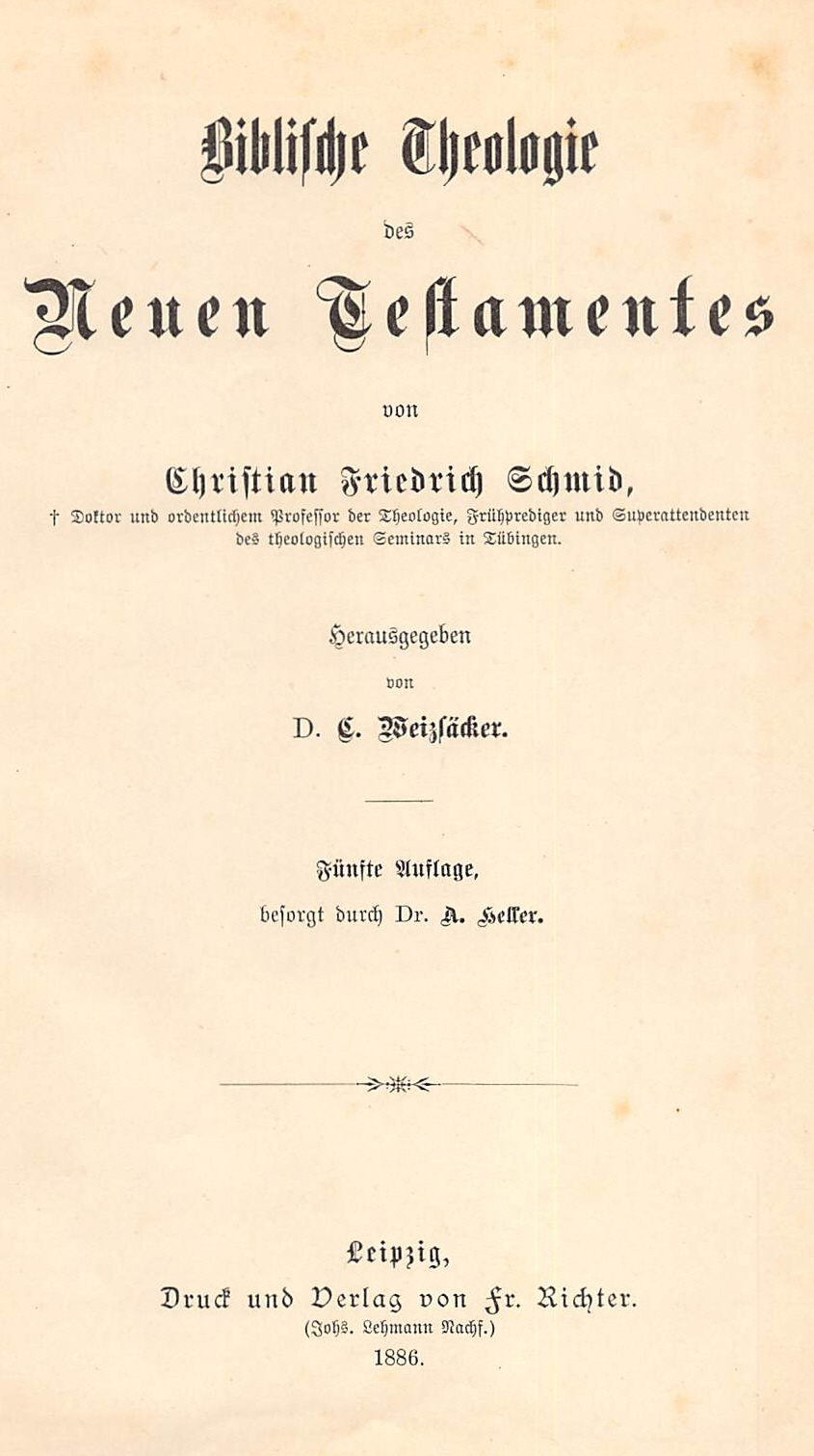
Titelblatt der 5. Auflage (1886) der Biblischen Theologie

Von 1828 bis 1840 war Schmid Mitherausgeber der Tübinger Zeitschrift für Theologie, von 1839 bis 1841 gab er mit Wilhelm Hofacker die Zeitschrift Zeugnisse evangelischer Wahrheit heraus.
- Quaestio: quatenus ex ecclesiae evangelicae principiis exsistere possit doctrinae Christianae scientia, Tübingen 1831.
- Biblische Theologie des Neuen Testamentes.
  - Band 1: Das messianische Zeitalter oder Leben und Lehre Jesu, Liesching, Stuttgart 1853.
  - Band 2: Das apostolische Zeitalter oder Leben und Lehre der Apostel, Liesching, Stuttgart 1853.
- Gesamtausgabe: Biblische Theologie des Neuen Testamentes. 5. Aufl. Herausgegeben von D. C. Weizsäcker. Leipzig 1886.
- Christliche Sittenlehre, Liesching, Stuttgart 1861.